# Paw Patrol – Der Kinofilm
Paw Patrol – Der Kinofilm (Originaltitel PAW Patrol: The Movie) ist eine animierte Action-Komödie von Cal Brunker, die am 19. August 2021 in den deutschen und am darauffolgenden Tag in den US-amerikanischen Kinos anlief. Der Abenteuerfilm ist eine abendfüllende Kinoversion der gleichnamigen Animationsserie für Kinder.

## Handlung
Während in der Abenteuerbucht alles seinen gewohnten Gang geht und die Paw Patrol sich um die Probleme der kleinen Stadt kümmert, lässt sich Bürgermeister Besserwisser durch Wahlmanipulation zum Bürgermeister der Großstadt Abenteuerstadt wählen. Seine ersten Versuche, die Stadt für sich einzunehmen, gehen schief, sodass die aufgeweckte Langhaardackelhündin Liberty die Paw Patrol um Hilfe bittet. Ryder und sein Hundeteam wollen sofort aufbrechen, nur Chase ist nicht begeistert. Er wurde als junger Welpe in der Abenteuerstadt ausgesetzt und verbindet nur Angst mit diesem Ort. Trotzdem bricht er mit den anderen auf und sie beziehen ihre neue Zentrale. Besserwisser hat mittlerweile ein großes Feuerwerk geplant. Da ihm aber das Wetter einen Strich durch die Rechnung zu machen droht, bringt er die Meteorologin Kendra Wilson dazu, ihren Wolkensauger einzusetzen, um die Regenwolken abzusaugen. Das Feuerwerk endet trotzdem im Chaos, sodass die Paw Patrol zur Rettung eilen muss. Alles klappt auch dank Libertys Hilfe, nur Chase macht beim Versuch, ein paar Leute zu retten, einen Fehler und fühlt sich nutzlos und unwohl. Bei Besserwissers nächster Idee, die U-Bahn durch Loopings abenteuerlicher zu gestalten, muss die Paw Patrol einschreiten. Chase erleidet während der Rettung eine Panikattacke, wegen der er sich entschließt, die Paw Patrol zu verlassen. Die beiden Gehilfen des Bürgermeisters schnappen ihn dabei und werfen ihn in ein Hundegefängnis, wie sie es zuvor schon mit vielen Hunden der Stadt getan haben. Um Chase zu finden, lässt sich Liberty zum Schein ebenfalls fangen. Sie kann Chase und die anderen Hunde befreien. Der Bürgermeister hat währenddessen auf das höchste Hochhaus der Stadt einen Turm setzen lassen. Aber der Wolkensauger hat sich inzwischen zu vollgesaugt und explodiert mit einem gewaltigen Gewittersturm. Die Paw Patrol hat viel zu tun, um die Bewohner zu retten und die Schäden zu beseitigen. Dafür erhält auch Liberty ein eigenes Fahrzeug. Ryder rettet den Bürgermeister, der sich ganz oben im Turm befindet, kann sich aber selbst nicht retten, bevor der Turm zusammenbricht. Chase schafft es schließlich, seine Ängste zu überwinden, um Ryder zu retten. Er lässt Besserwisser verhaften. Am Ende bekommt die Paw Patrol den goldenen Schlüssel zur Stadt und Liberty wird offiziell zu einem Mitglied ernannt.

## Produktion
Regie führte Cal Brunker, der gemeinsam mit Bob Barlen und Billy Frolick auch das Drehbuch schrieb. Mit Barlen arbeitet Brunker bereits für Nix wie weg – vom Planeten Erde zusammen.
Der Film startete am 9. August 2021 in den Kinos im Vereinigten Königreich und am 19. August 2021 in den deutschen. Der US-Kinostart war am darauffolgenden Tag.

## Synchronisation
Die deutschsprachige Synchronisation entstand bei der Iyuno Germany nach dem Dialogbuch und unter der Dialogregie von Susanne Sternberg.
| Rolle                      | Originalsprecher  | Deutscher Sprecher   |
| -------------------------- | ----------------- | -------------------- |
| Ryder                      | Will Brisbin      | Julian E. Henneberg  |
| Chase                      | Iain Armitage     | Flemming Stein       |
| Marshall                   | Kingsley Marshall | Arlette Stanschus    |
| Skye                       | Lilly Bartlam     | Katharina von Keller |
| Rocky                      | Callum Shoniker   | Timo Kinzel          |
| Rubble                     | Keegan Hedley     | Ivo Möller           |
| Zuma                       | Shayle Simons     | Julia Fölster        |
| Bürgermeister Besserwisser | Ron Pardo         | Sven Dahlem          |
| Käpt’n Tollpatsch          | Ron Pardo         | Tim Niebuhr          |
| Liberty                    | Marsai Martin     | Lea van Acken        |
| Kendra Wilson              | Yara Shahidi      | Dunja Hayali         |
| Delores                    | Kim Kardashian    | Sara Urbainczyk      |
| Butch                      | Randall Park      | Daniel Boschmann     |
| Ruben                      | Dax Shepard       | Christoph Scheermann |
| Marty Schmierfink          | Jimmy Kimmel      | Benjamin Stöwe       |
| Barney                     | Joe Pingue        | Kai Bösel            |
| Harris                     | Charlie Gallant   | Marco Krahl          |

## Merchandising
Während die Serie PAW Patrol als unrentabel galt, wurde das Geld über Merchandising verdient, was als Verführung von Kindern zum Konsum kritisiert wird. Auch zum Kinostart in Deutschland wird bei Kindern eine größere Nachfrage nach Merchandising-Produkten beobachtet. Im Film wird selbstironisch darauf eingegangen, als Skye fragt, mit welchem Geld die neue Zentrale in der Abenteuerstadt bezahlt wurde, daraufhin Ryder: „Mit Merchandise!“

## Fortsetzung
Die Fortsetzung Paw Patrol – Der Mighty Kinofilm erschien in Deutschland am 28. September 2023.